# ポロネーズ第15番 (ショパン)
ポロネーズ第15番（ポロネーズだいじゅうごばん）変ロ短調 KK. IVa-5 は、フレデリック・ショパンが1826年に作曲し、ショパンの死後の1879年に出版されたピアノのためのポロネーズ。通称『別れのポロネーズ』と呼ばれている。

## 概要
作曲年にリトグラフにより自費出版されていたが、近年までその存在が知られていなかったために遺作として扱われている。友人のヴィルヘルム・コルベルクに献呈された。自筆譜は現存しない。
高等中学校の卒業試験を終えた同年の6月にショパンとコルベルクがワルシャワ大劇場に上演を見に行ったロッシーニのオペラ「泥棒かささぎ」第1幕第1場のアリア「さあこの腕の中に (Vieni fra queste braccia)」に影響を受けてその主題が中間部にあらわれる。また当時作曲者は容体が悪化していた妹エミリアら家族で当時プロイセン領だったバート・ライネルツ（Bad Reinerz、現在のドルヌィ・シロンスク県クウォツコ郡ドゥシュニキ＝ズドルイ）の鉱泉に出かけており、出発に先立ってこの曲をコルベルクに送ったことから『別れのポロネーズ』という別称が付けられている（中間部の冒頭に「さようなら」と書かれ、その後に「ロッシーニの『泥棒かささぎ』によるアリア」と続けられている）。

## 作品
変ロ短調、演奏記号はない（パデレフスキ版ではアレグロ・モデラート）。複合三部形式。弱起で開始し序奏はない。右手の三度の和声が美しい。
中間部は平行調の変ニ長調。上記のアリアによるAs-Des-Es-F-As-Des-Esの右手旋律が際立っている。随所に片手ずつアルペジョを入れることで、華やかさを出している。主部には見られなかったポロネーズのリズムも見られる。クライマックスでは4度による半音階和音が絶妙で、一時変ロ短調になるがすぐに主調に戻る。